# Tour de Norvège féminin 2014
La 1re édition du Tour de Norvège féminin a lieu du 15 août au 17 août 2014. La course fait partie du calendrier UCI féminin en catégorie 2.2.
Marianne Vos s'impose sur le prologue. Le lendemain, sa coéquipière Anna van der Breggen part en échappée seule. Elle gagne l'étape et s'empare de la tête du classement général. Marianne Vos gagne la dernière étape. Au classement final, Anna van der Breggen s'impose devant Marianne Vos et Katarzyna Niewiadoma, toutes trois de la formation Rabo Liv Women. La première gagne également le classement par points et le classement de la montagne. Katarzyna Niewiadoma est la meilleure jeune.

## Équipes
| Équipes féminines professionnelles (9)- Rabo Liv Women - Orica-AIS - Specialized-Lululemon - Hitec Products - Estado de México-Faren - Bigla - Tibco-To the Top - Topsport Vlaanderen-Pro-Duo - Team Rytger Équipes nationales (2)- Estonie - Allemagne Équipes mixtes (6)- Servetto Footon - Ladies Tour of Norway Mix - Maxx-Solar - BMS Ladies - Crescent D.A.R.E - Økern Cykle Klubb Équipe régionale et de club- CK Victoria |
| |

## Étapes
| Étape     | Date    | Villes étapes                       | type            | Distance (km) | Vainqueur d'étape    | Leader du classement général |
| --------- | ------- | ----------------------------------- | --------------- | ------------- | -------------------- | ---------------------------- |
| Prologue  | 15 août | Halden – Halden                     | prologue        | 2,7           | Marianne Vos         | Marianne Vos                 |
| 1re étape | 16 août | Strömstad – Halden                  | étape de plaine | 103,9         | Anna van der Breggen | Anna van der Breggen         |
| 2e étape  | 17 août | Fort Fredriksten – Fort Fredriksten | étape vallonnée | 105,8         | Marianne Vos         | Anna van der Breggen         |

## Déroulement de la course

### Prologue
La formation Rabo Liv Women domine ce prologue en plaçant cinq coureuses dans les six premières places. Seule Lisa Brennauer à la deuxième place vient s'intercaler. Marianne Vos est la plus rapide.
| \| Classement de l'étape \| Classement de l'étape \| Classement de l'étape \| Classement de l'étape \| Classement de l'étape \| \| Coureur \| Coureur \| Pays \| Équipe \| Temps \| \| --------------------- \| --------------------- \| --------------------- \| --------------------- \| --------------------- \| \| 1re \| Marianne Vos \| Pays-Bas \| Rabo Liv Women \| 3 min 39 s \| \| 2e \| Lisa Brennauer \| Allemagne \| Specialized-Lululemon \| + 3 s \| \| 3e \| Annemiek van Vleuten \| Pays-Bas \| Rabo Liv Women \| + 4 s \| \| 4e \| Anna van der Breggen \| Pays-Bas \| Rabo Liv Women \| + 6 s \| \| 5e \| Roxane Knetemann \| Pays-Bas \| Rabo Liv Women \| + 11 s \| \| 6e \| Thalita de Jong \| Pays-Bas \| Rabo Liv Women \| + 11 s \| \| 7e \| Melissa Hoskins \| Australie \| Orica-AIS \| + 11 s \| \| 8e \| Annette Edmondson \| Australie \| Orica-AIS \| + 12 s \| \| 9e \| Lotta Lepistö \| Finlande \| Bigla \| + 12 s \| \| 10e \| Elke Gebhardt \| Allemagne \| Bigla \| + 13 s \| |                      |           |                       |            |
| |                      |           |                       |            |
| Source : ProCyclingStats |                      |           |                       |            |
| Classement de l'étape |                      |           |                       |            |
| Coureur | Coureur              | Pays      | Équipe                | Temps      |
| 1re | Marianne Vos         | Pays-Bas  | Rabo Liv Women        | 3 min 39 s |
| 2e | Lisa Brennauer       | Allemagne | Specialized-Lululemon | + 3 s      |
| 3e | Annemiek van Vleuten | Pays-Bas  | Rabo Liv Women        | + 4 s      |
| 4e | Anna van der Breggen | Pays-Bas  | Rabo Liv Women        | + 6 s      |
| 5e | Roxane Knetemann     | Pays-Bas  | Rabo Liv Women        | + 11 s     |
| 6e | Thalita de Jong      | Pays-Bas  | Rabo Liv Women        | + 11 s     |
| 7e | Melissa Hoskins      | Australie | Orica-AIS             | + 11 s     |
| 8e | Annette Edmondson    | Australie | Orica-AIS             | + 12 s     |
| 9e | Lotta Lepistö        | Finlande  | Bigla                 | + 12 s     |
| 10e | Elke Gebhardt        | Allemagne | Bigla                 | + 13 s     |

| \| Classement général \| Classement général \| Classement général \| Classement général \| Classement général \| \| Coureur \| Coureur \| Pays \| Équipe \| Temps \| \| ------------------ \| -------------------- \| ------------------ \| --------------------- \| ------------------ \| \| 1re \| Marianne Vos \| Pays-Bas \| Rabo Liv Women \| 3 min 39 s \| \| 2e \| Lisa Brennauer \| Allemagne \| Specialized-Lululemon \| + 3 s \| \| 3e \| Annemiek van Vleuten \| Pays-Bas \| Rabo Liv Women \| + 4 s \| \| 4e \| Anna van der Breggen \| Pays-Bas \| Rabo Liv Women \| + 6 s \| \| 5e \| Roxane Knetemann \| Pays-Bas \| Rabo Liv Women \| + 11 s \| \| 6e \| Thalita de Jong \| Pays-Bas \| Rabo Liv Women \| + 11 s \| \| 7e \| Melissa Hoskins \| Australie \| Orica-AIS \| + 11 s \| \| 8e \| Annette Edmondson \| Australie \| Orica-AIS \| + 12 s \| \| 9e \| Lotta Lepistö \| Finlande \| Bigla \| + 12 s \| \| 10e \| Elke Gebhardt \| Allemagne \| Bigla \| + 13 s \| |                      |           |                       |            |
| |                      |           |                       |            |
| Source : ProCyclingStats |                      |           |                       |            |
| Classement général |                      |           |                       |            |
| Coureur | Coureur              | Pays      | Équipe                | Temps      |
| 1re | Marianne Vos         | Pays-Bas  | Rabo Liv Women        | 3 min 39 s |
| 2e | Lisa Brennauer       | Allemagne | Specialized-Lululemon | + 3 s      |
| 3e | Annemiek van Vleuten | Pays-Bas  | Rabo Liv Women        | + 4 s      |
| 4e | Anna van der Breggen | Pays-Bas  | Rabo Liv Women        | + 6 s      |
| 5e | Roxane Knetemann     | Pays-Bas  | Rabo Liv Women        | + 11 s     |
| 6e | Thalita de Jong      | Pays-Bas  | Rabo Liv Women        | + 11 s     |
| 7e | Melissa Hoskins      | Australie | Orica-AIS             | + 11 s     |
| 8e | Annette Edmondson    | Australie | Orica-AIS             | + 12 s     |
| 9e | Lotta Lepistö        | Finlande  | Bigla                 | + 12 s     |
| 10e | Elke Gebhardt        | Allemagne | Bigla                 | + 13 s     |

### 1reétape
Anna van der Breggen s'échappe seule et gagne avec trente-neuf secondes d'avance. Elle prend la tête du classement général,.
| \| Classement de l'étape \| Classement de l'étape \| Classement de l'étape \| Classement de l'étape \| Classement de l'étape \| \| Coureur \| Coureur \| Pays \| Équipe \| Temps \| \| --------------------- \| --------------------- \| --------------------- \| --------------------------- \| --------------------- \| \| 1re \| Anna van der Breggen \| Pays-Bas \| Rabo Liv Women \| 2 h 40 min 12 s \| \| 2e \| Rossella Ratto \| Italie \| Estado de México-Faren \| + 29 s \| \| 3e \| Katarzyna Niewiadoma \| Pologne \| Rabo Liv Women \| + 29 s \| \| 4e \| Jessie MacLean \| Australie \| Orica-AIS \| + 29 s \| \| 5e \| Evelyn Stevens \| États-Unis \| Specialized-Lululemon \| + 33 s \| \| 6e \| Marianne Vos \| Pays-Bas \| Rabo Liv Women \| + 38 s \| \| 7e \| Melissa Hoskins \| Australie \| Orica-AIS \| + 38 s \| \| 8e \| Tiffany Cromwell \| Australie \| Specialized-Lululemon \| + 38 s \| \| 9e \| Emma Johansson \| Suède \| Orica-AIS \| + 38 s \| \| 10e \| Kelly Druyts \| Belgique \| Topsport Vlaanderen-Pro-Duo \| + 38 s \| |                      |            |                             |                 |
| |                      |            |                             |                 |
| Source : ProCyclingStats |                      |            |                             |                 |
| Classement de l'étape |                      |            |                             |                 |
| Coureur | Coureur              | Pays       | Équipe                      | Temps           |
| 1re | Anna van der Breggen | Pays-Bas   | Rabo Liv Women              | 2 h 40 min 12 s |
| 2e | Rossella Ratto       | Italie     | Estado de México-Faren      | + 29 s          |
| 3e | Katarzyna Niewiadoma | Pologne    | Rabo Liv Women              | + 29 s          |
| 4e | Jessie MacLean       | Australie  | Orica-AIS                   | + 29 s          |
| 5e | Evelyn Stevens       | États-Unis | Specialized-Lululemon       | + 33 s          |
| 6e | Marianne Vos         | Pays-Bas   | Rabo Liv Women              | + 38 s          |
| 7e | Melissa Hoskins      | Australie  | Orica-AIS                   | + 38 s          |
| 8e | Tiffany Cromwell     | Australie  | Specialized-Lululemon       | + 38 s          |
| 9e | Emma Johansson       | Suède      | Orica-AIS                   | + 38 s          |
| 10e | Kelly Druyts         | Belgique   | Topsport Vlaanderen-Pro-Duo | + 38 s          |

| \| Classement général \| Classement général \| Classement général \| Classement général \| Classement général \| \| Coureur \| Coureur \| Pays \| Équipe \| Temps \| \| ------------------ \| -------------------- \| ------------------ \| ---------------------- \| ------------------ \| \| 1re \| Anna van der Breggen \| Pays-Bas \| Rabo Liv Women \| 2 h 43 min 47 s \| \| 2e \| Marianne Vos \| Pays-Bas \| Rabo Liv Women \| + 42 s \| \| 3e \| Katarzyna Niewiadoma \| Pologne \| Rabo Liv Women \| + 43 s \| \| 4e \| Lisa Brennauer \| Allemagne \| Specialized-Lululemon \| + 45 s \| \| 5e \| Rossella Ratto \| Italie \| Estado de México-Faren \| + 45 s \| \| 6e \| Annemiek van Vleuten \| Pays-Bas \| Rabo Liv Women \| + 46 s \| \| 7e \| Jessie MacLean \| Australie \| Orica-AIS \| + 52 s \| \| 8e \| Roxane Knetemann \| Pays-Bas \| Rabo Liv Women \| + 53 s \| \| 9e \| Thalita de Jong \| Pays-Bas \| Rabo Liv Women \| + 53 s \| \| 10e \| Melissa Hoskins \| Australie \| Orica-AIS \| + 53 s \| |                      |           |                        |                 |
| |                      |           |                        |                 |
| Source : ProCyclingStats |                      |           |                        |                 |
| Classement général |                      |           |                        |                 |
| Coureur | Coureur              | Pays      | Équipe                 | Temps           |
| 1re | Anna van der Breggen | Pays-Bas  | Rabo Liv Women         | 2 h 43 min 47 s |
| 2e | Marianne Vos         | Pays-Bas  | Rabo Liv Women         | + 42 s          |
| 3e | Katarzyna Niewiadoma | Pologne   | Rabo Liv Women         | + 43 s          |
| 4e | Lisa Brennauer       | Allemagne | Specialized-Lululemon  | + 45 s          |
| 5e | Rossella Ratto       | Italie    | Estado de México-Faren | + 45 s          |
| 6e | Annemiek van Vleuten | Pays-Bas  | Rabo Liv Women         | + 46 s          |
| 7e | Jessie MacLean       | Australie | Orica-AIS              | + 52 s          |
| 8e | Roxane Knetemann     | Pays-Bas  | Rabo Liv Women         | + 53 s          |
| 9e | Thalita de Jong      | Pays-Bas  | Rabo Liv Women         | + 53 s          |
| 10e | Melissa Hoskins      | Australie | Orica-AIS              | + 53 s          |

### 2eétape
La météo est pluvieuse. Les ascensions successives du parcours réalisent une sélection. À la fin, elles ne sont que cinq à l'avant : Anna van der Breggen, Marianne Vos, Katarzyna Niewiadoma, Tiffany Cromwell et Emma Johansson. Marianne Vos se montre la plus rapide au sprint. Anna van der Breggen remporte l'épreuve,.
| \| Classement de l'étape \| Classement de l'étape \| Classement de l'étape \| Classement de l'étape \| Classement de l'étape \| \| Coureur \| Coureur \| Pays \| Équipe \| Temps \| \| --------------------- \| --------------------- \| --------------------- \| ---------------------- \| --------------------- \| \| 1re \| Marianne Vos \| Pays-Bas \| Rabo Liv Women \| 2 h 54 min 30 s \| \| 2e \| Anna van der Breggen \| Pays-Bas \| Rabo Liv Women \| + 0 s \| \| 3e \| Katarzyna Niewiadoma \| Pologne \| Rabo Liv Women \| + 0 s \| \| 4e \| Tiffany Cromwell \| Australie \| Specialized-Lululemon \| + 0 s \| \| 5e \| Emma Johansson \| Suède \| Orica-AIS \| + 0 s \| \| 6e \| Rossella Ratto \| Italie \| Estado de México-Faren \| + 3 s \| \| 7e \| Valentina Scandolara \| Italie \| Orica-AIS \| + 10 s \| \| 8e \| Roxane Knetemann \| Pays-Bas \| Rabo Liv Women \| + 16 s \| \| 9e \| Annemiek van Vleuten \| Pays-Bas \| Rabo Liv Women \| + 42 s \| \| 10e \| Romy Kasper \| Allemagne \| Allemagne \| + 1 min 24 s \| |                      |           |                        |                 |
| |                      |           |                        |                 |
| Source : ProCyclingStats |                      |           |                        |                 |
| Classement de l'étape |                      |           |                        |                 |
| Coureur | Coureur              | Pays      | Équipe                 | Temps           |
| 1re | Marianne Vos         | Pays-Bas  | Rabo Liv Women         | 2 h 54 min 30 s |
| 2e | Anna van der Breggen | Pays-Bas  | Rabo Liv Women         | + 0 s           |
| 3e | Katarzyna Niewiadoma | Pologne   | Rabo Liv Women         | + 0 s           |
| 4e | Tiffany Cromwell     | Australie | Specialized-Lululemon  | + 0 s           |
| 5e | Emma Johansson       | Suède     | Orica-AIS              | + 0 s           |
| 6e | Rossella Ratto       | Italie    | Estado de México-Faren | + 3 s           |
| 7e | Valentina Scandolara | Italie    | Orica-AIS              | + 10 s          |
| 8e | Roxane Knetemann     | Pays-Bas  | Rabo Liv Women         | + 16 s          |
| 9e | Annemiek van Vleuten | Pays-Bas  | Rabo Liv Women         | + 42 s          |
| 10e | Romy Kasper          | Allemagne | Allemagne              | + 1 min 24 s    |

## Classements finals

### Classement général final
| \| Classement général \| Classement général \| Classement général \| Classement général \| Classement général \| \| Coureur \| Coureur \| Pays \| Équipe \| Temps \| \| ------------------ \| -------------------- \| ------------------ \| ---------------------- \| ------------------ \| \| 1re \| Anna van der Breggen \| Pays-Bas \| Rabo Liv Women \| 5 h 38 min 11 s \| \| 2e \| Marianne Vos \| Pays-Bas \| Rabo Liv Women \| + 38 s \| \| 3e \| Katarzyna Niewiadoma \| Pologne \| Rabo Liv Women \| + 45 s \| \| 4e \| Rossella Ratto \| Italie \| Estado de México-Faren \| + 54 s \| \| 5e \| Tiffany Cromwell \| Australie \| Specialized-Lululemon \| + 1 min 02 s \| \| 6e \| Emma Johansson \| Suède \| Orica-AIS \| + 1 min 02 s \| \| 7e \| Valentina Scandolara \| Italie \| Orica-AIS \| + 1 min 13 s \| \| 8e \| Roxane Knetemann \| Pays-Bas \| Rabo Liv Women \| + 1 min 15 s \| \| 9e \| Annemiek van Vleuten \| Pays-Bas \| Rabo Liv Women \| + 1 min 34 s \| \| 10e \| Thalita de Jong \| Pays-Bas \| Rabo Liv Women \| + 2 min 38 s \| |                      |           |                        |                 |
| |                      |           |                        |                 |
| Sources : ProCyclingStats Cycling Quotient |                      |           |                        |                 |
| Classement général |                      |           |                        |                 |
| Coureur | Coureur              | Pays      | Équipe                 | Temps           |
| 1re | Anna van der Breggen | Pays-Bas  | Rabo Liv Women         | 5 h 38 min 11 s |
| 2e | Marianne Vos         | Pays-Bas  | Rabo Liv Women         | + 38 s          |
| 3e | Katarzyna Niewiadoma | Pologne   | Rabo Liv Women         | + 45 s          |
| 4e | Rossella Ratto       | Italie    | Estado de México-Faren | + 54 s          |
| 5e | Tiffany Cromwell     | Australie | Specialized-Lululemon  | + 1 min 02 s    |
| 6e | Emma Johansson       | Suède     | Orica-AIS              | + 1 min 02 s    |
| 7e | Valentina Scandolara | Italie    | Orica-AIS              | + 1 min 13 s    |
| 8e | Roxane Knetemann     | Pays-Bas  | Rabo Liv Women         | + 1 min 15 s    |
| 9e | Annemiek van Vleuten | Pays-Bas  | Rabo Liv Women         | + 1 min 34 s    |
| 10e | Thalita de Jong      | Pays-Bas  | Rabo Liv Women         | + 2 min 38 s    |

### Barème des points UCI
| Position           | 1er | 2e | 3e | 4e | 5e | 6e | 7e | 8e | 9e | 10e |
| Classement général | 40  | 30 | 16 | 12 | 10 | 8  | 6  | 3  | 2  | 1   |
| Par étape          | 8   | 5  | 3  | 2  | 1  |    |    |    |    |     |
| Leader, par étape  | 2   |    |    |    |    |    |    |    |    |     |

### Classements annexes

#### Classement par points
| Classement par points | Classement par points | Classement par points | Classement par points  | Classement par points |
| --------------------- | --------------------- | --------------------- | ---------------------- | --------------------- |
|                       | Coureur               | Pays                  | Équipe                 | Point(s)              |
| 1er                   | Anna van der Breggen  | Pays-Bas              | Rabo Liv Women         | 29 points             |
| 2e                    | Marianne Vos          | Pays-Bas              | Rabo Liv Women         | 21 pts                |
| 3e                    | Rossella Ratto        | Italie                | Estado de México-Faren | 10 pts                |
| modifier              |                       |                       |                        |                       |

#### Classement de la montagne
| Classement de la montagne | Classement de la montagne | Classement de la montagne | Classement de la montagne | Classement de la montagne |
| ------------------------- | ------------------------- | ------------------------- | ------------------------- | ------------------------- |
|                           | Coureur                   | Pays                      | Équipe                    | Point(s)                  |
| 1er                       | Katarzyna Niewiadoma      | Pologne                   | Rabo Liv Women            | 9 points                  |
| 2e                        | Anna van der Breggen      | Pays-Bas                  | Rabo Liv Women            | 7 pts                     |
| 3e                        | Marianne Vos              | Pays-Bas                  | Rabo Liv Women            | 3 pts                     |
| modifier                  |                           |                           |                           |                           |

#### Classement de la meilleure jeune
| Classement de la meilleure jeune | Classement de la meilleure jeune | Classement de la meilleure jeune | Classement de la meilleure jeune | Classement de la meilleure jeune |
|                                  | Coureur                          | Pays                             | Équipe                           | Temps                            |
| -------------------------------- | -------------------------------- | -------------------------------- | -------------------------------- | -------------------------------- |
| 1er                              | Katarzyna Niewiadoma             | Pologne                          | Rabo Liv Women                   | en 5 h 38 min 56 s               |
| 2e                               | Rossella Ratto                   | Italie                           | Estado de México-Faren           | +9 s                             |
| 3e                               | Thalita de Jong                  | Pays-Bas                         | Rabo Liv Women                   | +1 min 53 s                      |
| modifier                         |                                  |                                  |                                  |                                  |

#### Classement de la meilleure équipe
| Classement de la meilleure équipe | Classement de la meilleure équipe | Classement de la meilleure équipe | Classement de la meilleure équipe | Classement de la meilleure équipe |
|                                   | Coureur                           | Pays                              | Équipe                            | Temps                             |
| --------------------------------- | --------------------------------- | --------------------------------- | --------------------------------- | --------------------------------- |
| 1er                               | Rabo Liv Women                    | Pays-Bas                          | '                                 | en 16 h 56 min 20 s               |
| 2e                                | Orica-AIS                         | Australie                         |                                   | +2 min 59 s                       |
| 3e                                | Specialized-Lululemon             | États-Unis                        |                                   | +4 min 40 s                       |
| modifier                          |                                   |                                   |                                   |                                   |

## Évolution des classements
| Étape              | Vainqueur            | Classement général   | Classement par points | Classement de la montagne | Classement de la meilleure jeune | Classement par équipes |
| ------------------ | -------------------- | -------------------- | --------------------- | ------------------------- | -------------------------------- | ---------------------- |
| P                  | Marianne Vos         | Marianne Vos         | Marianne Vos          | Not awarded               | Thalita de Jong                  | Rabo Liv Women         |
| 1                  | Anna van der Breggen | Anna van der Breggen | Anna van der Breggen  | Anna van der Breggen      | Katarzyna Niewiadoma             | Rabo Liv Women         |
| 2                  | Marianne Vos         | Anna van der Breggen | Anna van der Breggen  | Katarzyna Niewiadoma      | Katarzyna Niewiadoma             | Rabo Liv Women         |
| Classements finals | Classements finals   | Anna van der Breggen | Anna van der Breggen  | Katarzyna Niewiadoma      | Katarzyna Niewiadoma             | Rabo Liv Women         |

## Liste des participantes
Source.